# Jänschwalde
Jänschwalde (lågsorbiskt: Janšojce) er en kommune i den tyske delstat Brandenburg i landkreis Spree-Neiße.